# 金光八尾中学校・高等学校
金光八尾中学校・高等学校（こんこうやおちゅうがっこう・こうとうがっこう）は、大阪府八尾市柏村町に所在し、中高一貫教育を提供する私立中学校・高等学校。

## 設置学科・コース
- 普通科
  - S特進コース
  - 特進コース
  - 総合進学コース
  - 美術コース

## 概要
略称は「金光」（こんこう）、「金八」（こんぱち）。1985年（昭和60年）に金光第一高等学校の八尾学舎（分校）として、現在地に開校した。校地は旧八尾市立清友高等学校（1979年府立に移管し八尾市千塚に移転）跡で、金光八尾高の北側に清友幼稚園が隣接している。
大学進学を目標にした教育を重点に置いている。また美術コースも併設し、美術系大学への進学も目指している。週6日制をとり、基本7-8限、コースによっては8-9限の授業に設定されている。長期休業中の補習授業にも力を入れている。
「金光教のみ教えに基づく宗教情操教育」が行われており、学校行事として岡山県の金光教本部を参拝する。
八尾市内からの通学者が多いが、大阪府東部に位置しているため奈良県からの通学者も多く、少数ながらも三重県からの通学者もいる。

## 沿革
- 1982年（昭和57年）4月 - 大阪府高槻市に金光第一高等学校設置
- 1985年4月 - 八尾市の現在地に分校として「金光第一高等学校八尾学舎」設置。金光八尾中学校を併設
- 1987年4月 - 分校から独立し「金光八尾高等学校」となる
- 2015年（平成27年）4月 - 開校30周年記念事業として、新たに剣道場エントランス・剣道場・柔道場・学習室・自習室を新設。また、美術室・音楽室をリニューアル

## 部活動
吹奏楽部は1990年の全日本吹奏楽コンクールで全国大会金賞を受賞した（初出場での快挙）。この時の自由曲は「大阪俗謡による幻想曲」（淀工カット版、指揮：片木裕之）だった。

## 出身者
- 大松桂右（山本桂右） - 1期生。第7代八尾市長
- 小関尚紀 - 2期生。作家
- 岡田祐佳 - 4期生。お笑い芸人コンビ「ますだおかだ」の岡田圭右の元妻。元お笑い芸人「-4℃」
- 黒帯 - お笑いコンビ

## 交通
- 近鉄大阪線恩智駅より徒歩約7分
- 近鉄大阪線高安駅より徒歩約10分
- スクールバス - JR関西本線（大和路線）志紀駅・柏原駅より運行